# Red Peruana de Ciudades Patrimonio Cultural de la Humanidad
Es una plataforma conformada por la Municipalidad Metropolitana de Lima, la municipalidad provincial de Cusco y la municipalidad provincial de Arequipa; así como la municipalidad distrital del Rímac, cuyos centros históricos han sido declarados Patrimonio Cultural de la Humanidad por la Unesco.
Fue creada en el marco del Plan Maestro del centro histórico de Lima al 2029 con visión al 2035, el 6 de enero de 2020 con la firma del convenio marco de cooperación interinstitucional, suscrita entre los alcaldes de Lima, Jorge Muñoz; Rímac, Pedro Rosario; Arequipa, Omar Candia; y Cusco, Ricardo Valderrama.

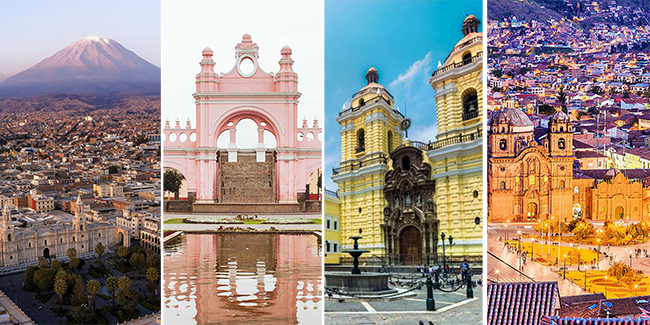
Ciudades Patrimonio Cultural de la Humanidad Perú

## Objetivo
Conformar una plataforma conjunta para gestionar ante el Poder Legislativo, el Poder Ejecutivo y entidades internacionales las herramientas necesarias para la recuperación y protección de los centros históricos más importantes del Perú.
El propósito de la Red es lograr los cambios necesarios en la normativa nacional con la finalidad de acelerar el proceso de recuperación de los centros históricos que compartan esta denominación ante la Unesco.